# Meadowlands Sports Complex

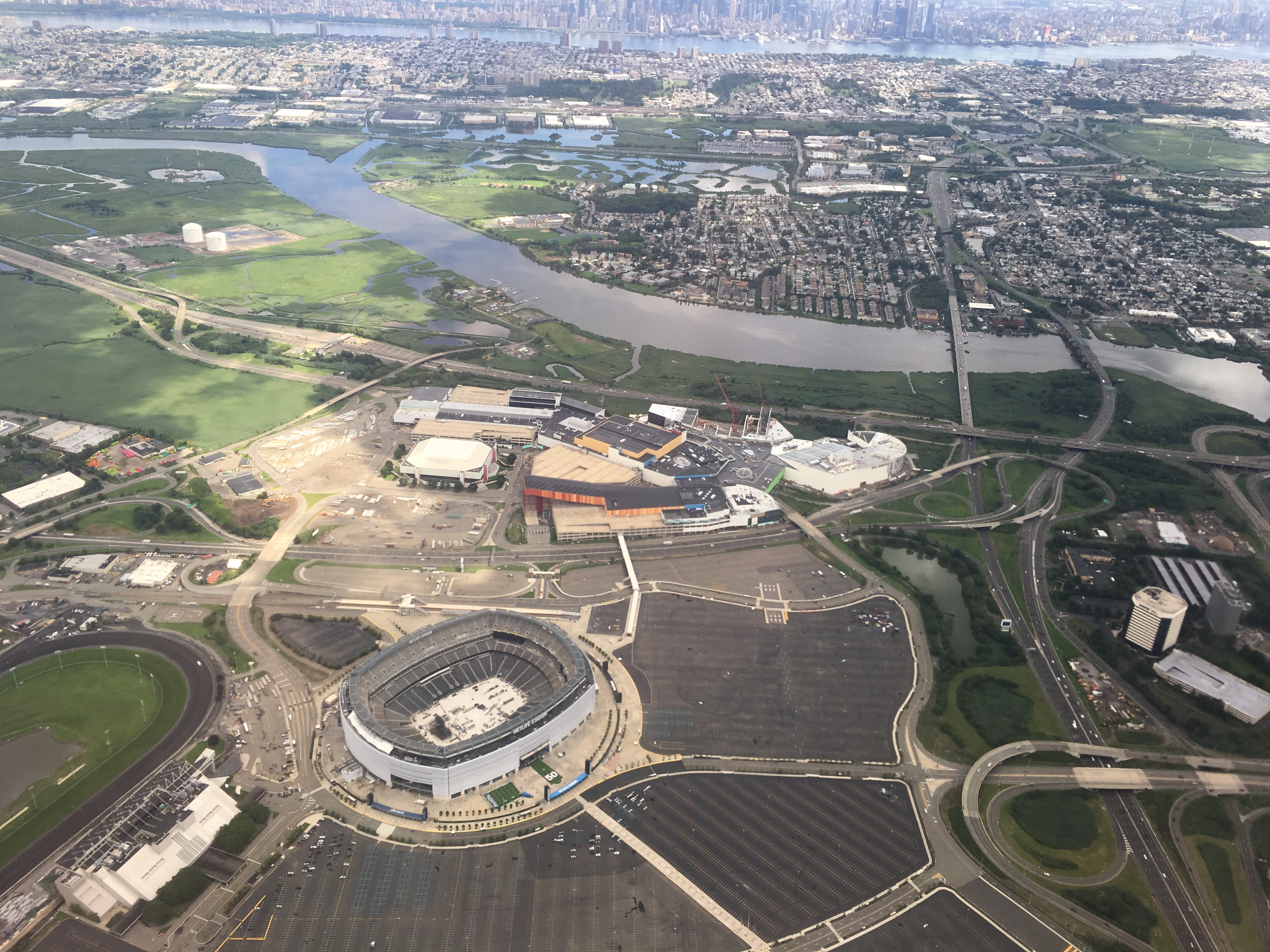
Meadowlands Sports Complex im Jahr 2018, Blick nach Osten:
Links unten Meadowlands Racetrack, daneben MetLife Stadium, zentral im Bild American Dream Meadowlands und Meadowlands Arena.
Jenseits des Hackensack River rechts Stadt Secaucus. Oben auf ganzer Breite die Hudson Waterfront in Hudson County, der Hudson River und Manhattan.

Meadowlands Sports Complex ist ein Sport- und Veranstaltungsgelände in der Metropolregion New York der Vereinigten Staaten. Es liegt in East Rutherford rund 10 Kilometer westlich von Manhattan im vom Hackensack River geprägten küstennahen Feuchtgebiet New Jersey Meadowlands. Betreiber und Eigentümer ist die New Jersey Sports and Exposition Authority (NJSEA) des Bundesstaats New Jersey. 
Älteste Sportstätte des Meadowlands Sports Complex ist die 1976 eingeweihte Pferderennbahn Meadowlands Racetrack. Das MetLife Stadium ist Heimatstadion der Sportteams New York Giants, die im benachbarten Quest Diagnostics Training Center trainieren, und New York Jets. Das kombinierte Einkaufs- und Indoor-Sport- und -Freizeitzentrum American Dream Meadowlands wurde ab dem Jahr 2019 schrittweise eröffnet.
Das Giants Stadium wurde ab 1976 betrieben und 2010 durch das benachbart neu gebaute MetLife Stadium ersetzt. Die Meadowlands Arena, eine 1981 eröffnete Mehrzweckhalle, steht seit 2015 nicht mehr für öffentliche Veranstaltungen zur Verfügung, sondern dient als Stätte für Medienproduktionen.
Die Verkehrsanlagen beinhalten ausgedehnte Einstellflächen für den motorisierten Individualverkehr aus dem suburbanen Raum der Metropolregion. Auf ihnen findet jährlich im Frühsommer die State Fair Meadowlands als zeitlich begrenzter Vergnügungspark statt. Es gibt eine Anbindung an das überregionale Fernstraßennetz. Seit Eröffnung des American Dream Meadowlands erfährt der Meadowlands Sport Complex auch außerhalb von Veranstaltungen Publikumszuspruch, weshalb die Verkehrsgesellschaft New Jersey Transit plant, über Buslinien hinaus auch die Nahverkehrsanbindung des Bahnhofs Meadowlands Station zu verbessern.

## Meadowlands Racetrack

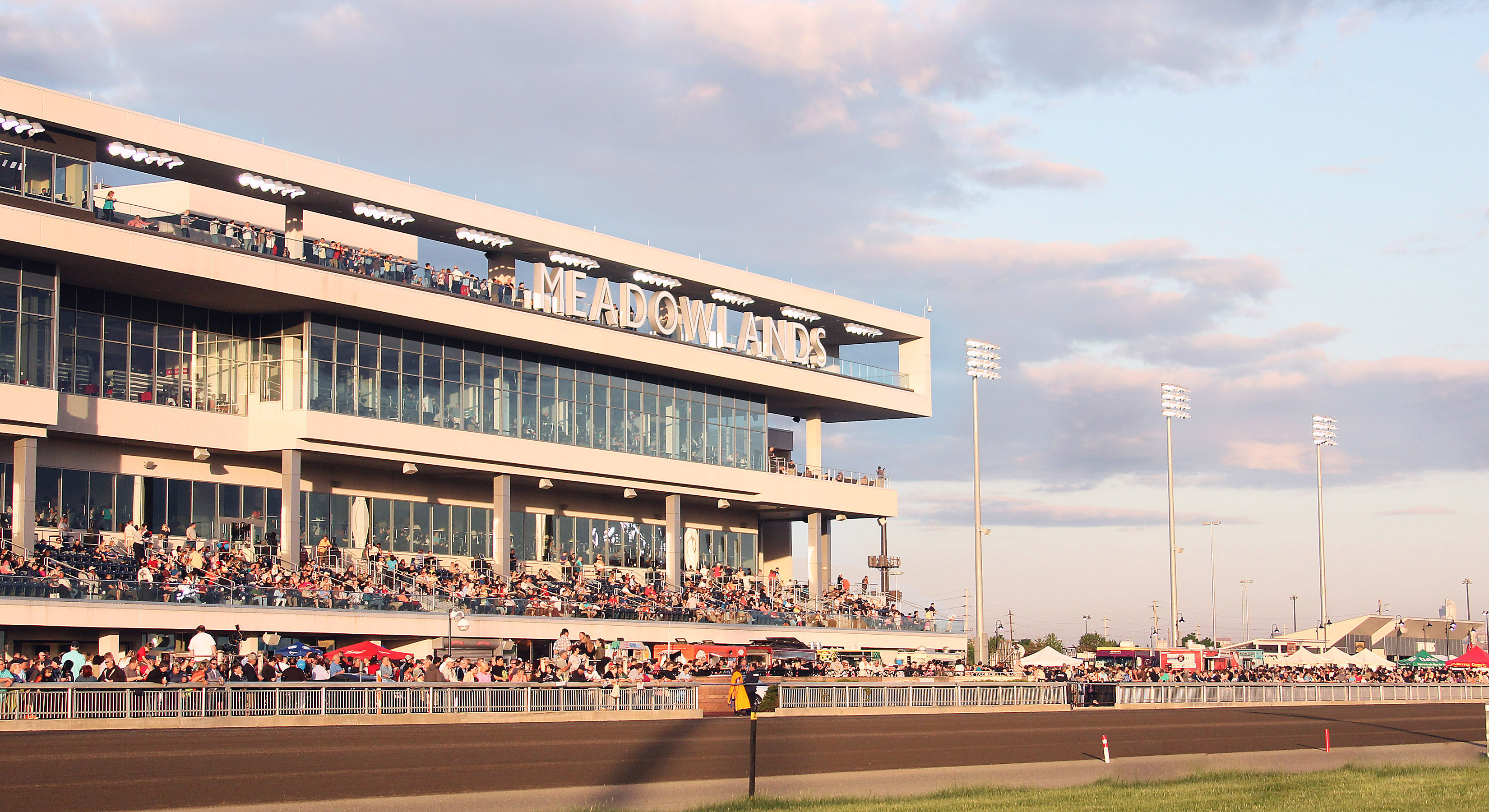
2013 eröffnete Tribüne The Meadowlands Racetrack

Die Meadowlands Racetrack ist eine Pferderennbahn für Trabrennen und Galopprennen, die familiär „The Big M“ genannt und unter dem Namen „Meadowlands Racing & Entertainment“ beworben wird. Sie wurde Mitte der 1970er Jahre eröffnet. Das erste Trabrennen fand am 1. September 1976 statt, das erste Galopprennen wurde am 6. September 1977 gestartet.
Im Innern der Rennbahn ist ein See in der Form des Staates New Jersey gelegen. Die Rennbahn ist mit Flutlicht ausgestattet. Die meisten Rennen werden Nachts veranstaltet. Zahlreiche Rennen werden live übertragen.
Auf der Meadowlands Racetrack wird seit 1981 das Hambletonian Stakes, das wichtigste Rennen in der Welt des Trabrennsports, gelaufen. Es ist das erste Rennen der „Triple Crown of Harness Racing for Trotters“. Auch das Cane Pace, Bestandteil der „Harness Racing’s Pacing Triple Crown“ und das „The Goldsmith Maid“ werden hier ausgetragen.
Die New Jersey Sports and Exposition Authority verkaufte das Gelände im Jahr 2011 an den Investor Jeffrey Gural. Im Jahr 2013 wurde eine neue Haupttribüne eingeweiht. Sie steht auf der gegenüberliegenden Seite der zugleich stillgelegten ursprünglichen Haupttribüne, die 2022 abgerissen wurde. Im Jahr 2018 fand ein Motorradrennen der von der American Motorcyclist Association veranstalteten Serie American Flat Track statt.

## Nutzung für Sportveranstaltungen
Auf den öffentlichen Verkehrsflächen des Meadowlands Sport Complex veranstaltete Championship Auto Racing Teams beginnend mit der CART-Saison 1984 den Meadowlands Grand Prix. Durch Sponsorings variierte der Name der Rennveranstaltung in den Folgejahren. Im Jahr 1991 endete die Veranstaltungsreihe.

### MetLife Stadium
- New York Giants (National Football League), seit 2010
- New York Jets (National Football League), seit 2010
- Super Bowl XLVIII im Jahr 2014
- geplant ist das Endspiel der Fußball-Weltmeisterschaft 2026

### Meadowlands Arena
In der früher Brendan Byrne Arena, Continental Airlines Arena und IZOD Center genannten Halle werden seit April 2015 keine öffentlichen Veranstaltungen mehr durchgeführt. Ehemals hier ansässige Teams und Franchises waren: 
- Fordham Rams (National Collegiate Athletic Association), Ausweichspielort in der Saison 2010/2011
- Brooklyn Nets (National Basketball Association), 1981 bis 2010
- New Jersey Devils (National Hockey League), 1982 bis 2007
- Seton Hall Pirates (National Collegiate Athletic Association), 1985 bis 2007

### The Rink at American Dream
Eishalle des American Dream Meadowlands
- Metropolitan Riveters (Premier Hockey Federation), 2022 bis 2023[4]

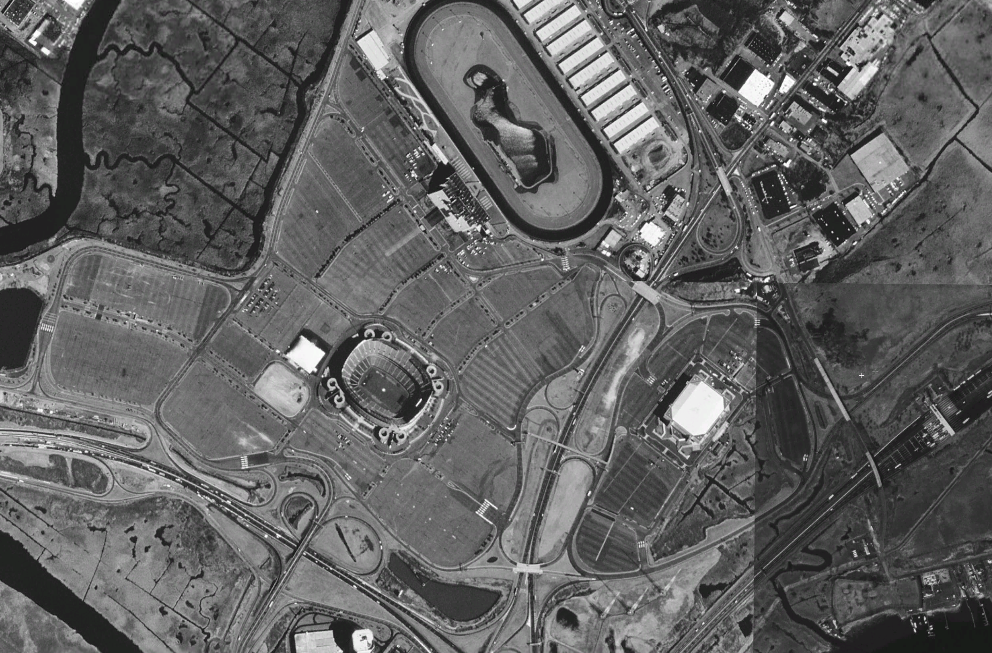
Satellitenbild des MetLife Sports Complex um 1990
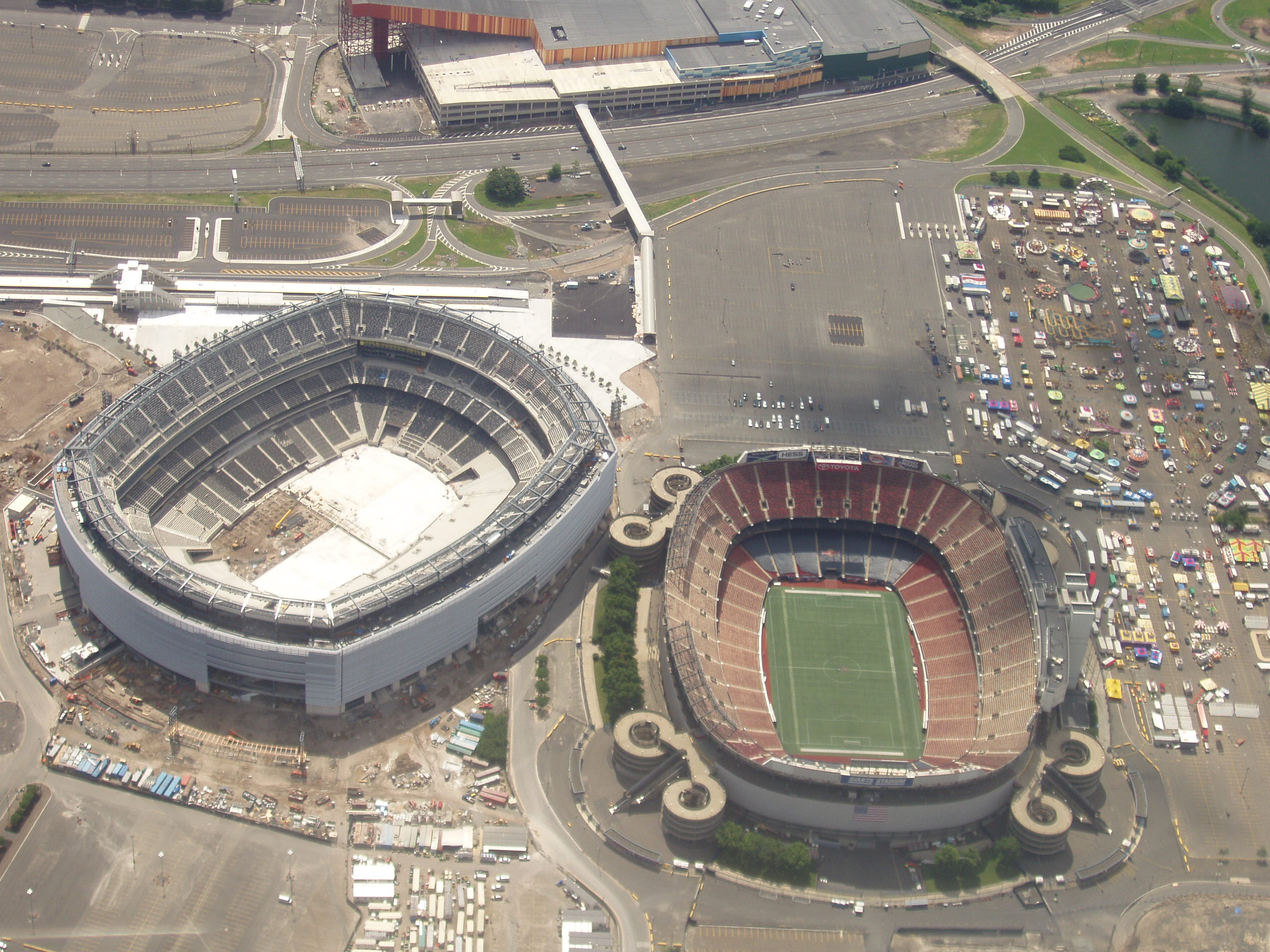
MetLife Stadium im Bau links neben altem Giants Stadium, Juli 2009
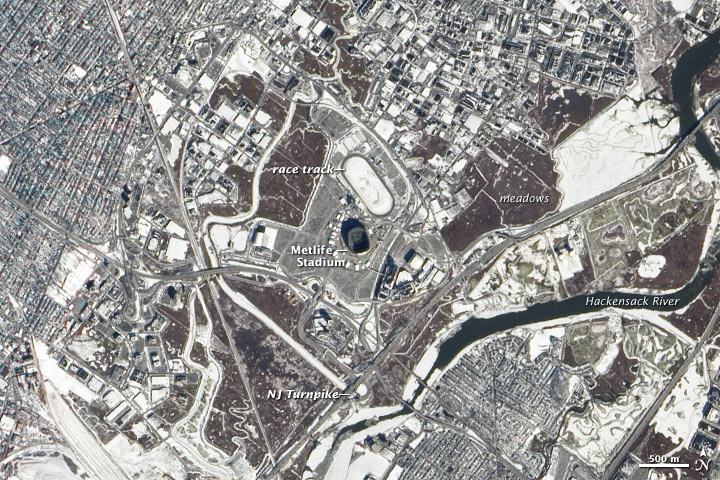
Satellitenbild 2014 mit Beschriftungen
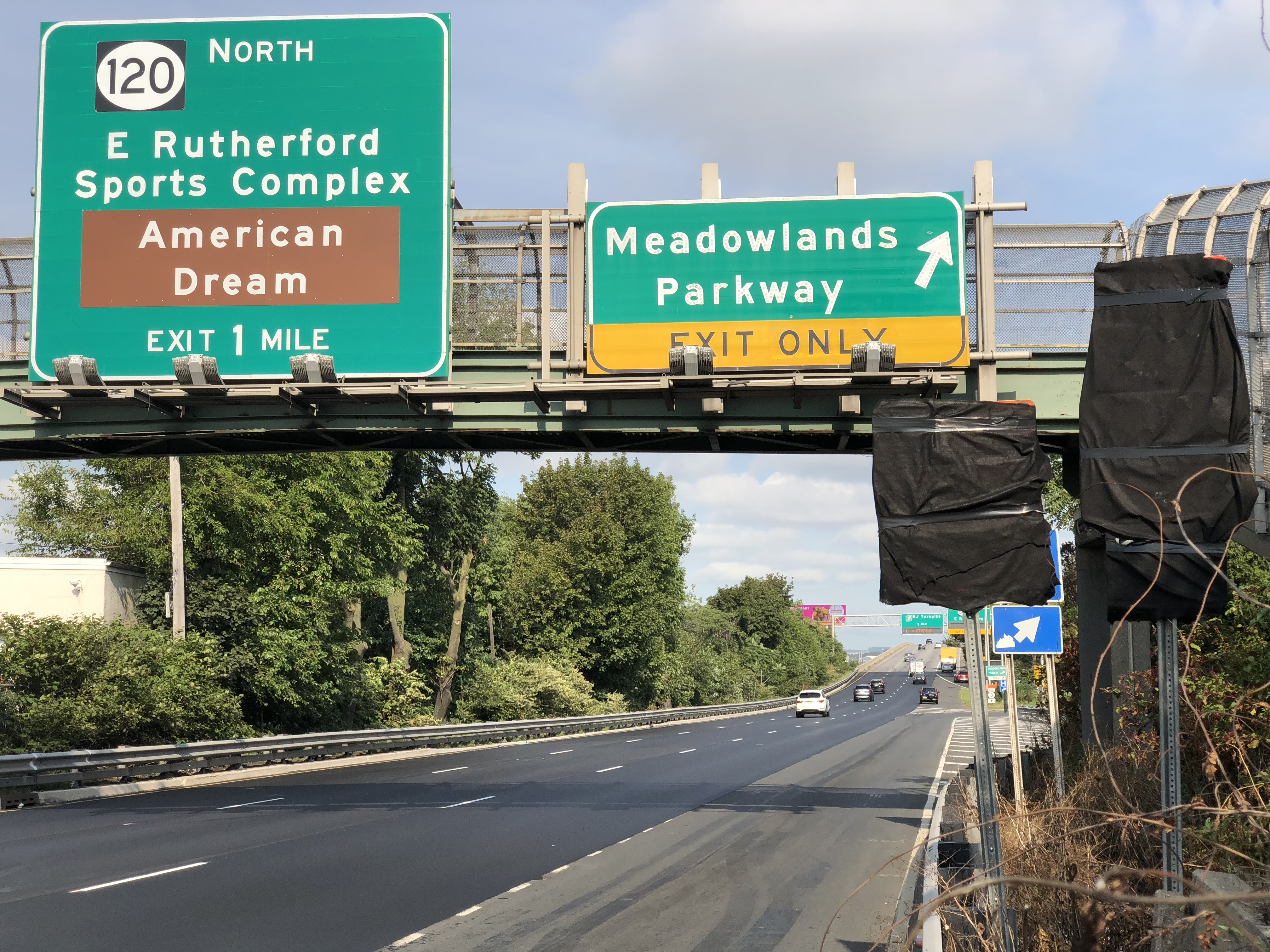
New Jersey Route 3 mit Beschilderung und Abfahrt, 2020